# Бруно Вальдес
Бруно Вальдес (ісп. Bruno Valdez, нар. 6 жовтня 1992, Вілла-Айес) — парагвайський футболіст, захисник клубу «Америка».
Виступав, зокрема, за клуби «Соль де Америка» та «Серро Портеньйо», а також національну збірну Парагваю.

## Клубна кар'єра
У дорослому футболі дебютував 2011 року виступами за команду клубу «Соль де Америка», в якій провів три сезони, взявши участь у 97 матчах чемпіонату.  Більшість часу, проведеного у складі «Соль де Америка», був основним гравцем захисту команди.
Своєю грою за цю команду привернув увагу представників тренерського штабу клубу «Серро Портеньйо», до складу якого приєднався 2014 року. Відіграв за команду з Асунсьйона наступні два сезони своєї ігрової кар'єри. Граючи у складі «Серро Портеньйо» також здебільшого виходив на поле в основному складі команди.
До складу клубу «Америка» приєднався 2016 року. Відтоді встиг відіграти за команду з Мехіко 2 матчі в національному чемпіонаті.

## Виступи за збірну
2015 року дебютував в офіційних матчах у складі національної збірної Парагваю. Наразі провів у формі головної команди країни 13 матчів.
У складі збірної був учасником Кубка Америки 2015 року у Чилі, Кубка Америки 2016 року в США.

## Статистика виступів

### Статистика клубних виступів
| Команда                    | Сезон             | Чемпіонат | Чемпіонат | Національний кубок | Національний кубок | Континентальні кубки | Континентальні кубки | Усього | Усього |
| Команда                    | Сезон             | Ігор      | Голів     | Ігор               | Голів              | Ігор                 | Голів                | Ігор   | Голів  |
| -------------------------- | ----------------- | --------- | --------- | ------------------ | ------------------ | -------------------- | -------------------- | ------ | ------ |
| «Соль де Америка» Парагвай |                   |           |           |                    |                    |                      |                      |        |        |
| 2011                       | 3                 | 0         | -         | -                  | 0                  | 0                    | 3                    | 0      |        |
| 2012                       | 34                | 2         | -         | -                  | 0                  | 0                    | 34                   | 2      |        |
| 2013                       | 42                | 1         | -         | -                  | 0                  | 0                    | 42                   | 1      |        |
| 2014                       | 18                | 2         | -         | -                  | 0                  | 0                    | 18                   | 2      |        |
| Усього                     | 79                | 5         | -         | -                  | 0                  | 0                    | 79                   | 5      |        |
| «Серро Портеньйо» Парагвай |                   |           |           |                    |                    |                      |                      |        |        |
| 2014                       | 16                | 2         | -         | -                  | 5                  | 0                    | 21                   | 2      |        |
| 2015                       | 35                | 2         | -         | -                  | 2                  | 0                    | 37                   | 2      |        |
| 2016                       | 8                 | 0         | -         | -                  | 4                  | 0                    | 12                   | 0      |        |
| Усього                     | 49                | 4         | -         | -                  | 11                 | 0                    | 70                   | 4      |        |
| «Америка» Мексика          |                   |           |           |                    |                    |                      |                      |        |        |
| 2016                       | 2                 | 0         | 1         | 1                  | 0                  | 0                    | 3                    | 1      |        |
| Усього                     | 2                 | 0         | 1         | 1                  | 0                  | 0                    |                      | 1      |        |
| Усього за кар'єру          | Усього за кар'єру | 130       | 9         | 1                  | 1                  | 11                   | 0                    | 151    | 10     |

## Досягнення
- Чемпіон Парагваю (1): 2015А
- Чемпіон Мексики (1): 2018/19А
- Володар Суперкубка Аргентини (1): 2022